# The 101'ers
I 101'ers sono stati una band rock and roll formatasi a cavallo degli anni settanta e che vede il loro frontman, Joe Strummer (successivamente nei Clash) iniziare la sua carriera musicale.

## Storia

### 1974 - 1976
Il gruppo si formò nel maggio del 1974 a Londra, i 101'ers debuttano ufficialmente il 6 settembre a Brixton,  precisamente al Telegraph Pub, sotto il nome di El Huaso and the 101'ers All Stars. Il nome fu successivamente accorciato in 101'ers All Star e poi finalmente al definitivo 101'ers. Essi fecero parte del circuito londinese pub rock prima dell'avvento del punk.
Il gruppo venne chiamato così per lo squat (edificio occupato) in cui vivevano insieme: la 101 Walterton Road, Maida Vale, sebbene si disse che il nome fu dato ispirandosi alla "Stanza 101", stanza delle torture presente nel romanzo 1984 di George Orwell. Il libro diventò in seguito uno dei manifesti della politica del movimento punk rock.
I 101'ers suonarono al Nashville Room il 3 aprile 1976 con una band di supporto chiamata Sex Pistols. Strummer fu folgorato dalla loro esibizione e iniziò ad appassionarsi alla nascente scena punk britannica. Nelle successive esibizioni Joe si comportò esattamente come il cantante dei Sex Pistols: John Lydon. Imitò il suo modo di cantare e di muoversi. Strummer trovava eccezionale lo stile musicale dei Pistols e se ne innamorò completamente: all'improvviso il pub rock degli 101'ers gli sembrò vecchio e superato. Jiving Al Jones (amico di Joe durante la gioventù), testimonia come il cambiamento di Joe fu forte, infatti andò a vederlo ad un concerto al Red cow di Hammersmith) e le sue impressioni furono:
(Jiving Al Jones)

### Lo scioglimento e gli anni successivi
Il singolo di debutto degli 101'ers fu pubblicato quando Joe si era unito a una nuova band chiamata Clash che lo avevano convinto a lasciare i 101'ers. Con l'addio di Joe al gruppo, la band si sciolse non essendo più in grado di creare la musica di una volta. I loro componenti presero nuove strade: Clive Timperley entrò poi a far parte dei The Passions, Dan Kelleher si unì ai The Derelicts e Richard Dudanski lavorò per i The Raincoats e in seguito per i Public Image Ltd. (di John Lydon). Tymon Dogg rimase sempre in contatto con Joe: lavorò con lui per i Clash (suona il violino in diverse tracce di Sandinista!, ed è autore di un brano dello stesso album) e dopo con i Mescaleros.
Prima della sua morte avvenuta nel 2002, Joe Strummer aveva progettato di pubblicare un disco chiamato Elgin Avenue Breakdown, un cd con delle bonus track mai pubblicate dalla band degli 101'ers. Il progetto fu poi terminato dalla moglie di Joe, Lucinda Tait, e dal batterista Richard Dudanski. Il disco fu pubblicato nel maggio 2005 dalla Astralwerks per gli USA e dalla EMI per l'Europa.

## Formazione

### Maggio 1974 - dicembre 1975
- John "Woody" Mellor (Joe Strummer) - chitarra e voce
- Clive Timperley - chitarra
- Marwood Chesterton aka "Mole" - basso
- Richard Dudanski - batteria
- Simon Cassell (Big John) - sassofono
- Tymon Dogg - violino

### Dicembre 1975- giugno 1976
- Joe Strummer - chitarra e voce
- Clive Timperley - chitarra
- Dan Kelleher - basso
- Richard Dudanski - batteria
- Tymon Dogg - violino

### Altri componenti
- Alvaro Peña-Rojas - sassofono
- Julian Yewdall - voce, armonica
- Antonio Narvaez - batteria
- Patrick Nother - basso
- Martin Stone - chitarra elettrica

## Discografia

### Album
- 1981 – Elgin Avenue Breakdown (Andalucia AND101)
- 2005 – Elgin Avenue Breakdown Revisited (Astralwerks ASW32161 / EMI 474460 2)
  - Versione ripubblicata di Elgin Avenue Breakdown, con brani inediti e registrazioni live.

### Singoli
- 1976 – Keys to Your Heart / 5 Star Rock & Roll Petrol (Chiswick)
- 1981 – Sweet Revenge / Rabies (Chiswick)